# زقزاق أنجوان
زُقزاق أنجوان (بالإنجليزية: Anjouan white-eye) هو نوع من الطيور يتبع فصيلة الزوستروبيات (Zosteropidae).

## أصل التسمية
اسم الطائر بالإنجليزية "Anjouan white-eye" يعني حرفيًا: "بياض العين من أنجوان"، في إشارة إلى الطوق الأبيض حول عينه، وهي سمة شائعة بين طيور جنس Zosterops وتُعد علامة مميزة لها. أما "أنجوان" فهي جزيرة أنجوان، إحدى جزر القمر، التي يُعد الطائر مستوطنًا حصريًا لها.

## التوزيع والموطن
هذا الطائر مستوطن في جزيرة أنجوان التابعة لـجزر القمر، ولا يُوجد طبيعيًا في أي منطقة أخرى بالعالم.
يعيش زقزاق أنجوان في غابات المناطق المنخفضة الرطبة التي تكثر في المناخات الاستوائية أو شبه الاستوائية، حيث يفضل الغابات الكثيفة والمنحدرات ذات الغطاء النباتي الكثيف.

## الخصائص الشكلية والسلوك الغذائي
يتميز زُقزاق أنجوان بحجمه الصغير وريشه الأخضر الزيتوني على الظهر والأجنحة، مع طوق أبيض بارز حول عينيه. غالبًا ما يكون الجزء السفلي من جسده بلون فاتح مائل إلى الأصفر.
يتغذى الطائر بشكل رئيسي على الحشرات الصغيرة واليرقات، بالإضافة إلى الرحيق والفواكه الطرية، ما يجعله مساهمًا في تلقيح الأزهار ونشر البذور في نظامه البيئي. يعيش غالبًا في أسراب صغيرة ويتنقل بسرعة بين الأشجار والشجيرات.

## الحالة البيئية
بحسب تصنيف الاتحاد الدولي لحفظ الطبيعة (IUCN)، يُصنف هذا النوع ضمن "الأنواع غير المهددة" (Least Concern - LC)، لكن استمرار تدهور المواطن الطبيعية في جزيرة أنجوان بفعل الأنشطة البشرية، مثل إزالة الغابات، قد يُشكل تهديدًا مستقبليًا.